# 시티투어 (기업)
주식회사 시티투어(株式會社 ―)는 금아버스그룹 계열의 전세버스 운송 업체이다.
본사는 경상북도 포항시 남구 상도동 579-17번지에 위치하고 있다. 같은 계열사로는 금아고속관광, 금아여행사가 있다. 주로 전세버스 사업을 주력으로 하고 있다.

## 같이 보기
- 금아고속관광